# 坪洲公眾碼頭

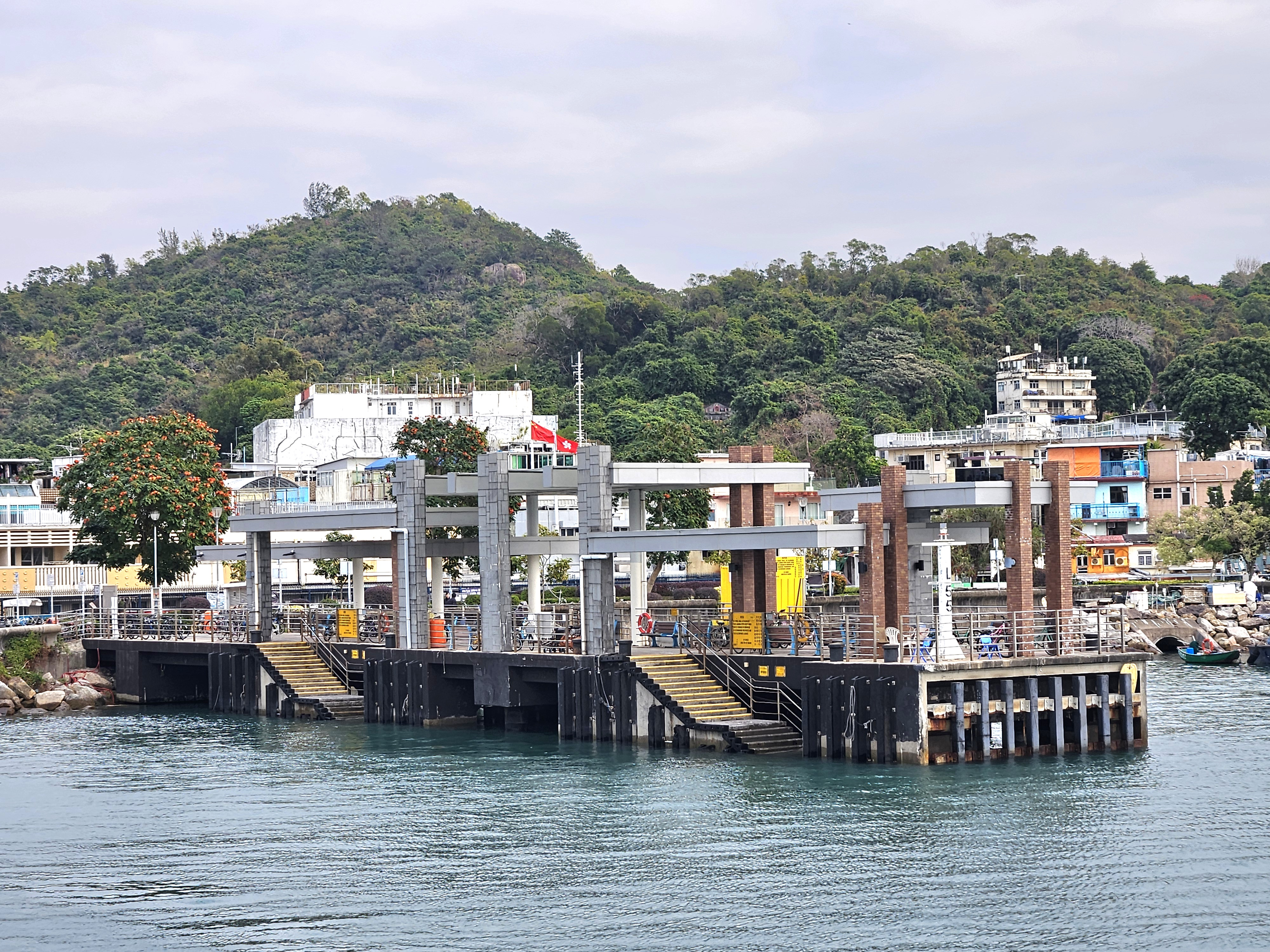
坪洲公眾碼頭

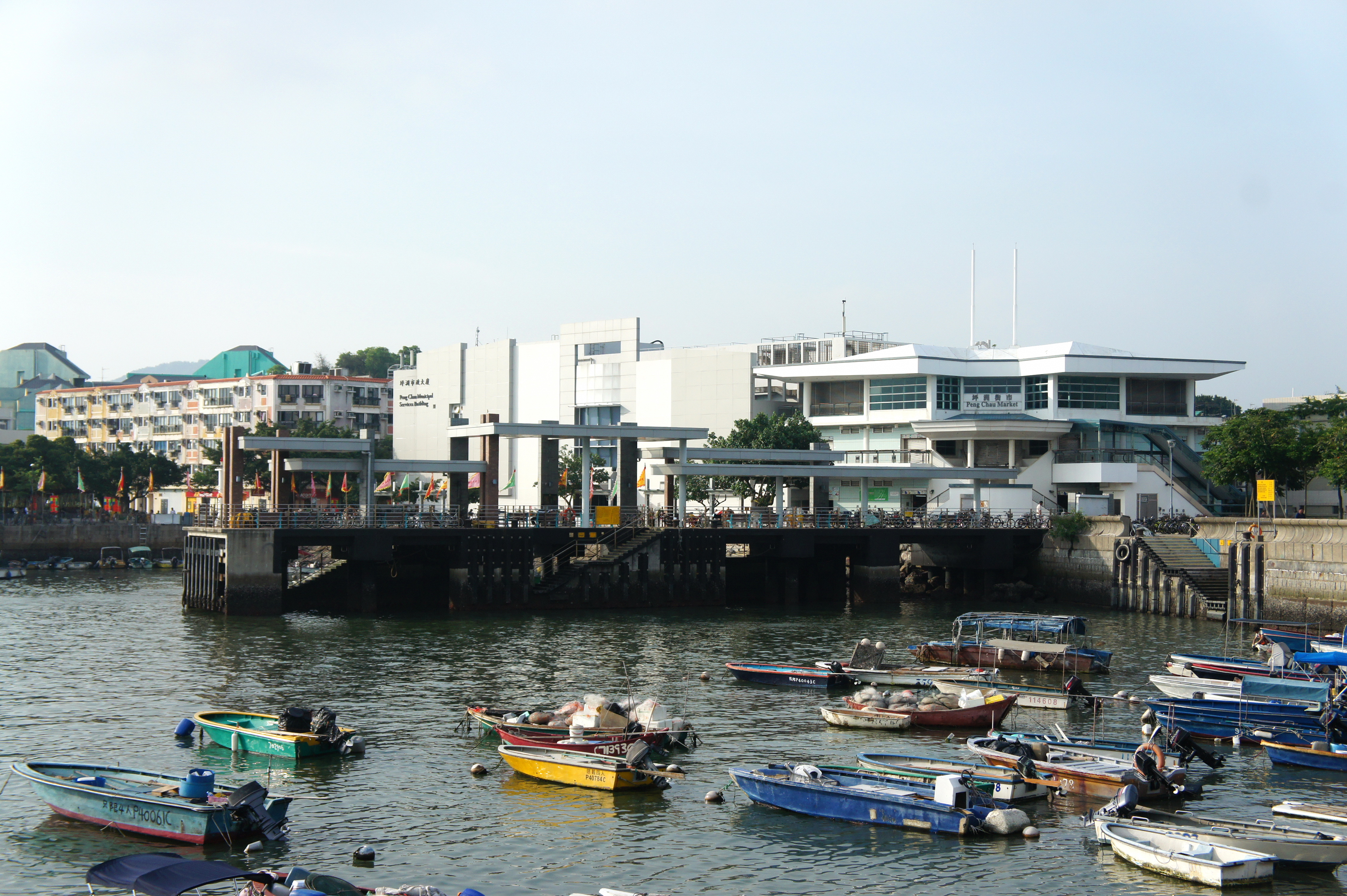
香港坪洲公眾碼頭的南面外貌，後方為坪洲街市（右）和坪洲市政大廈（左）。

坪洲公眾碼頭（英語：Peng Chau Public Pier）是香港一個公眾碼頭，位於新界坪洲永安橫街。

## 歷史
舊坪洲公眾碼頭建於1955年，該碼頭經常出現混凝土剝落及鋼筋銹蝕等問題，影響結構安全，並需要作大規模維修。故此特區政府於2002年5月斥資1900萬元重建碼頭，並在2004年1月15日完成重建工程。

## 航線
所有對外街渡航線均由坪洲街渡有限公司提供：
- 愉景灣（稔樹灣街渡碼頭，愉景灣開0645-2215）往返坪洲
- 坪洲開0615-2200（經聖母神樂院，神樂院開0710至1710）
- 成人收費$6.5（僅收現金，不能用八達通付款），小童半價。
  - 深夜港幣20元或包船單程港幣200元。